# Miguel Woites
Miguel Woites (Lincoln, 7 de junio de 1928-Barracas, Buenos Aires; 17 de noviembre de 2023) fue un periodista argentino, considerado uno de los precursores del periodismo católico en América Latina. Durante 57 años se desempeñó como director de la Agencia Informativa Católica Argentina.

## Biografía
Nació el 7 de junio de 1928 en la ciudad de Lincoln, provincia de Buenos Aires. Completó sus estudios en  institutos de la Orden Mercedaria en Ranelagh y Mendoza. Militó en la Juventud Obrera Católica (JOC), llegando a presidirla en 1949 y 1950, dando comienzo a su carrera profesional dirigiendo los periódicos Juventud Obrera y Cruz y Espiga.
En 1957, monseñor Antonio José Plaza, arzobispo de La Plata y por entonces presidente de la comisión de comunicaciones de la Conferencia Episcopal Argentina, le solicitó su colaboración dentro de la recientemente creada Agencia Informativa Católica Argentina (AICA).
Paralelamente se desempeñó como columnista de medios gráficos tales como Esquiú, El País desde Rosario, Aquí Molinos y Revista Gente. Fundó y dirigió Nuestras Aves, publicación de la Asociación Ornitológica del Plata. También fue colaborador en la agencia Télam y participó del programa televisivo Parlamento 13, emitido por Canal 13.
Fue presidente del «Club Gente de Prensa», organismo que nuclea a periodistas católicos de la Argentina, y miembro de la Federación Internacional de Agencias Católicas (FIAC).
En 1982 y 1987, durante las visitas de Juan Pablo II a la Argentina, estuvo a cargo de las oficinas de prensa; del VIII VIII Congreso Eucarístico Nacional; y de la Comisión de Prensa del Primer Congreso Catequístico Nacional. En 1986, Juan Pablo II lo distinguió con el título de Caballero Comendador de la Orden de San Gregorio Magno.
En 2009 recibió el diploma de periodista "honoris causa" del Instituto Grafotécnico; y en 2019, la «Declaración de Personalidad Destacada de la ciudad de Buenos Aires», otorgada por la legislatura de esa ciudad.
Falleció el 17 de noviembre de 2023 en su residencia del barrio de Barracas de la ciudad de Buenos Aires, a los 95 años.

## Premios y distinciones
- Premio San Gabriel, otorgado por la Comisión de Medios de Comunicación Social de la Conferencia Episcopal Argentina.
- Premio Santa Clara de Asís en 3 oportunidades, de la Liga de Madres de Familia.
- Testimonio «Unión Nacional», del Movimiento Familiar Cristiano.
- Premio San José, de la Liga de Padres de Familia.
- Premio Monseñor Miguel de Andrea, de la Federación de Asociaciones Católicas de Empleadas (FACE).
- Premio Sentido de la Vida, del Centro de Psicología Existencial y Logoterapia.
- Diploma de Honor de la Liga por la Decencia.
- Galardón Cruz del Sur, de la Exposición del Libro Católico.
- Premio APTA/F. Antonio Rizzuto.